# Agubedia
Agubedia (tiếng Abkhaz: Агәы-Бедиа; tiếng Gruzia: აგუბედია) là một làng thuộc huyện Tkvarcheli của Abkhazia, một quốc gia được công nhận một phần nhưng trên danh nghĩa thuộc chủ quyền của Georgia.